# ميخائيل ديرينغ
ميخائيل ديرينغ (بالإنجليزية: Michael Deering) هو باحث في مجال الذكاء الاصطناعي وعالم حاسوب أمريكي، ولد في 1956.